# Kurixalus verrucosus
Kurixalus verrucosus es una especie de anfibio de la familia Rhacophoridae. Habita en Laos, Birmania, Tailandia, Vietnam y, posiblemente también en Camboya y China.